# Грёнинг, Оскар
Оскар Грёнинг (нем. Oskar Gröning; 10 июня 1921, Нинбург, провинция Ганновер, Веймарская республика — 9 марта 2018) — немецкий бухгалтер, унтершарфюрер СС, служивший в концентрационном лагере Аушвиц.

## Биография

### Молодые годы
Оскар Грёнинг родился 10 июня 1921 года в Нинбурге (провинция Ганновер, Веймарская республика — ныне Нижняя Саксония). Его мать умерла, когда ему было четыре года. Отец, опытный работник на текстильном производстве, воспитывал его в строгости и, будучи гордым националистом, после поражения Германской империи в Первой мировой войне, вступил в военизированную организацию «Стальной шлем», члены которой были недовольны репарациями по Версальскому договору, приведшим, по их мнению, к краху экономики в 1929 году, а также боролись против республики и демократии. Рядом с домом отца располагался магазин железных товаров еврея Селига, у которого было трое детей, в том числе и дочь Анна, с которой Оскар сдружился и играл на улице в шарики. После того как в один из дней члены СС выставили у магазина табличку «Немцы, не покупайте у евреев», они перестали играть на улице и перешли во двор.
Оскар Грёнинг признавался, что его детство состояло из «дисциплины, покорности и авторитета». Он был очарован военной формой, одним из самых ранних воспоминаний являлась фотография деда, служившего в элитном полку Герцогства Брауншвейг, трубящего, сидя верхом на коне. В 1930 году маленький Оскар вступил в союз «Шарнхорстюгенд» при организации «Стальной шлем», а после прихода Гитлера к власти в 1933 году — в «Гитлерюгенд» при национал-социалистической партии (НСДАП). Находясь под влиянием ценностей своей семьи, Грёнинг чувствовал, что нацизм был выгоден Германии, считая, что нацисты «были людьми, хотевшими лучшего для Германии как никто другие». Он участвовал в сожжении книг, написанных евреями и другими авторами, названных нацистами «дегенеративным искусством», чуждым германской культуре, а также считал, что национал-социализм оказал положительный эффект на экономику, указывая в частности на снижение безработицы. Грёнинг признавался, что для его окружения «евреи были свиньями, купцами, адвокатами, имевшими тёмную репутацию, когда дело доходило до денег. Люди говорили: евреи ездят на христианах. Это просто их путь», и цитировал одну песню со словами «когда еврейская кровь начнёт капать с наших ножей, все станет хорошо» и «тогда мы даже не думали о том, что мы пели». В 17 лет Грёнинг окончил школу с высокими оценками и начал стажировку в банке в качестве клерка, но вскоре была объявлена война и восемь из двадцати его коллег были немедленно призваны в Вермахт. Это событие предоставило остальным стажерам возможность продвинуться по карьерной лестнице в банковской сфере за относительно короткий промежуток времени, однако Грёнинг не воспользовался этим шансом, так как, будучи вдохновлённым быстрыми победами нацистской Германии в Польше и Франции, захотел внести свой вклад в войну.

### Карьера в СС
В 1939 году в восемнадцатилетнем возрасте Грёнинг вступил в НСДАП. Он хотел присоединиться к элитному подразделению Вермахта и нацелился на вступление в Ваффен-СС. Без ведома своего отца в 1940 году Гренинг направился в гостиницу, где проходил набор, и стал членом СС — организации, по его словам, «покрытой славой», «лихой и пикантной». Позднее, Грёнинг отмечал, что, придя домой и сообщив отцу об этом, он увидел на его лице разочарование. Грёнингу дали работу в отделе по заработной плате, вследствие чего он описывал себя как «человека за столом», довольного своей ролью в СС, а также административными и военными дивидендами, ожидаемыми и полученными от карьеры. Будучи молодым и высоким блондином, он очень гордился отлично сидящей на нём формой. Грёнинг был «верен Адольфу» и по рекомендации Верховного командования СС даже отрёкся от религии, выйдя из евангелической церкви. Однако первые сомнения в верности курса Гитлера появились у Грёнинга в 1941 году, после нападения на СССР, которое он счёл неразумным по причине мощи противника.
Грёнинг работал бухгалтером до 1942 года, когда в СС стали резервировать рабочие места за столами для пострадавших ветеранов, а более работоспособных сотрудников начали назначать на работы с более сложными обязанностями. Вместе с 22 коллегами Оскар был направлен в один из экономических отделов СС в Берлине. В зале, отделанном деревянными панелями и заполненном высокопоставленными эсэсовцами, один штурмбаннфюрер напомнил им о клятве «Моя честь в верности», которую они приняли и могут выполнить, занявшись сложной и секретной работой, имеющей «большое значение для немецкого народа, для окончательной победы Германии». Грёнинг и его товарищи согласились с этим, подписав соглашение о неразглашении военной тайны при членах семьи, друзьях и прочих лицах, кроме коллег. После этого они были разделены на более мелкие группы и привезены в несколько мест в Берлине, где сели на поезд, идущий до Каттовица с целью достичь Аушвица, места, о котором Грёнинг услышал впервые, где им нужно было предстать с направлением перед комендантом Рудольфом Хёссом. По прибытии в главный лагерь, они получили тёплый приём от новых коллег, были обеспечены временными койками в казарме СС, покрытыми клетчатыми одеялами, когда-то принадлежавшими евреям, и питанием, удивившем Грёнинга разнообразием продуктов, доступных в дополнение к основным пайкам: сардин и ветчины, водки и рома. Вновь прибывшие были оповещены о том, что будут служить в Аушвице, особом виде концентрационного лагеря, после чего кто-то сразу открыл дверь и вызвал из комнаты трёх человек, крикнув «Транспорт!». Вдруг кто-то сказал, что «прибыли евреи, и их сейчас направят в лагерь, если им повезет, то есть…», и Грёнинг спросил, «что это значит?» и получил ответ — «это означает, что некоторые из них будут уничтожены». Выпив пять стаканов водки и проснувшись следующим утром, он продолжил думать об узнанном в лагере уже на первый день.
На следующий день Грёнинг вместе с новоприбывшими пришёл в центральное административное здание за должностными назначениями, где один из офицеров отметил важность его навыков банковского работника и привёл в помещение, где хранились деньги заключенных. Там ему сказали, что после регистрации заключённых в лагере их деньги остаются здесь на хранение и возвращаются им после освобождения. Однако постепенно Грёнингу становилось ясно, почему Аушвиц не является обычным лагерем для интернированных, а в обязанности его сотрудников входят дополнительные задачи, за которые полагаются большие пайки. Впоследствии ему сообщили, что деньги, взятые у заключённых, не возвращаются к ним, и, когда он стал расспрашивать своих коллег об этом, они сказали, что здесь систематически уничтожаются евреи, последние из которых прибыли накануне вечером. Так 21-летний Оскар Грёнинг стал работником Отдела IV Комендатуры концлагеря Аушвиц, и вскоре был повышен в звании от роттенфюрера до унтершарфюрера.

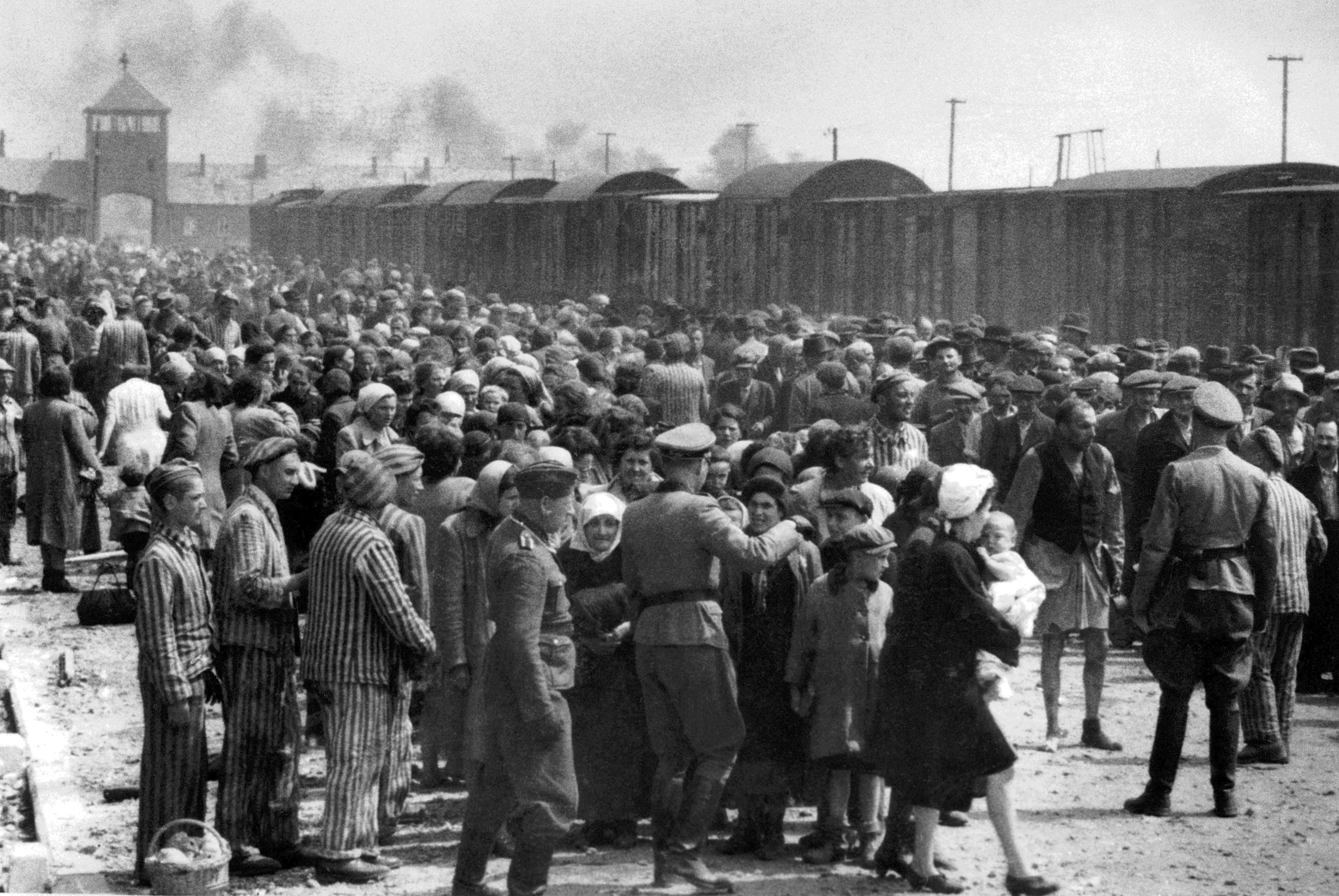
Селекция нацистами новоприбывших заключённых на группы детей, женщин и мужчин.
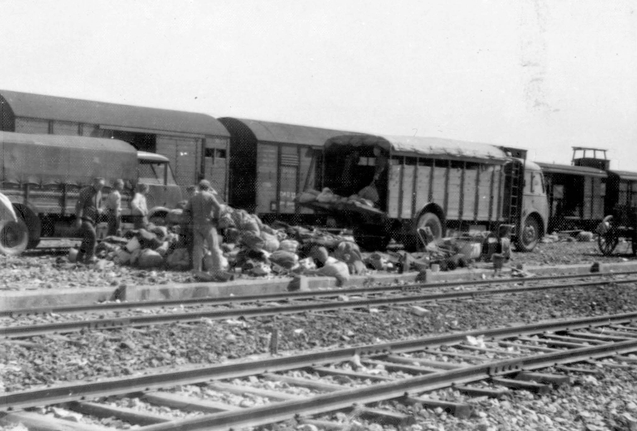
Погрузка личных вещей заключённых с перронов на грузовики.
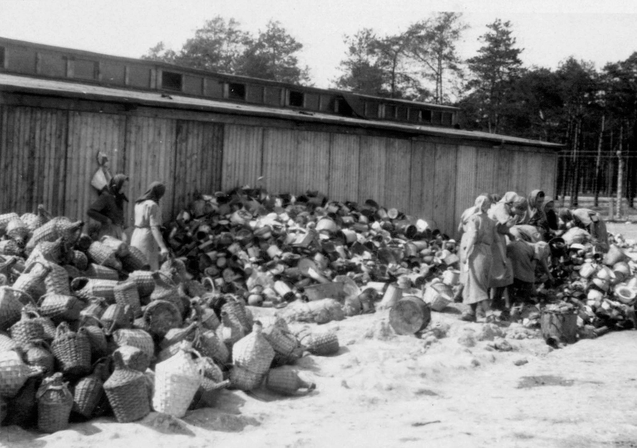
Сортировка багажа заключённых у лагерных бараков «Канада».

В обязанности Грёнинга входила сортировка по деревянным ящикам и подсчёт множества видов валют, отнятых у поступающих заключённых, охрана денег, хранящихся в стальных шкафах, и руководство их отправкой в стальных шкафах в Берлин. Он был поражён тем, что узнал об уничтожении людей, но впоследствии со всем смирился, отметив, что выполнение обязанностей стало «обычным» для него через несколько месяцев. Тем не менее бюрократическая работа не полностью оградила Грёнинга от физических актов процесса убийств: в первый же день он увидел, как дети, спрятавшиеся в вагонах в поезде, и люди, не могущие ходить и оставшиеся среди мусора после завершения отбора, расстреливались на месте, Через два месяца после прибытия в лагерь ему было поручено дополнительное задание — охранять багаж, чтобы его не украли, так как количество прибывающих поездов все увеличивалось. Перроны были переполнены огромным количеством одежды и чемоданов, отправлявшихся затем к баракам под названием «Канада», возможно являющимся отсылкой к Ханаану, земле обетованной. Иногда из Венгрии приходило три поезда сразу, вследствие чего персонал лагеря на станции работал целые сутки без перерыва, и Грёнинг позже отмечал, что «один хвастался, что за 24 часа распределил 5000 человек. Но я никогда не проверял», так как «там не было никаких эксцессов, все проходило тихо», притом, что прибывали также «иногда от 45 до 50 автомобилей, каждый с 80 людьми сразу». В первый день после назначения Грёнинг стал свидетелем сцены, которую запомнил на всю оставшуюся жизнь:

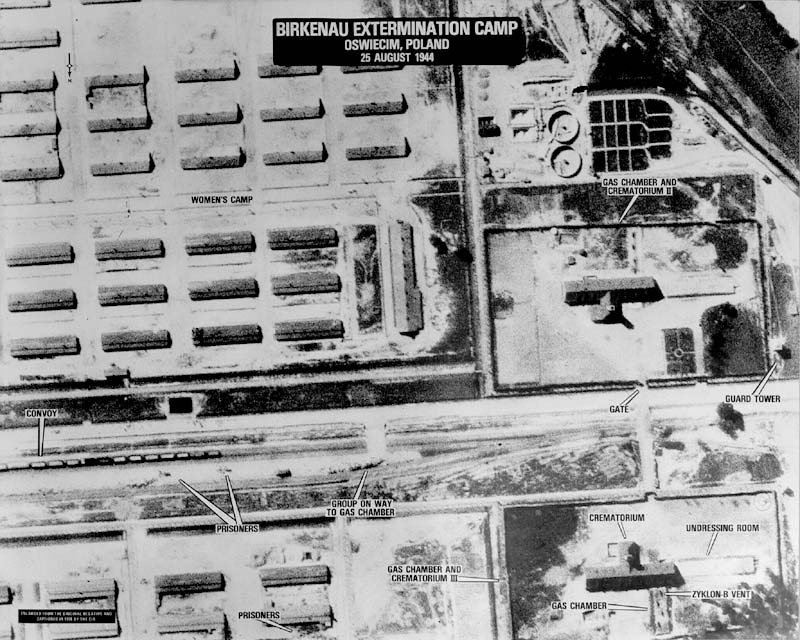
Аэрофотосъёмка концлагеря Аушвиц, 25 августа 1944 года. Недавно прибывший транспорт стоит на железнодорожных путях, рядом с пунктами отбора, бараками для заключённых и газовыми камерами

Новая партия прибыла. Я был должен подойти к перрону, моя работа состояла в охране багажа. Евреев уже увезли. Земля передо мной была завалена хламом, слева у вещей. Внезапно я услышал плач ребёнка. Ребёнок лежал на перроне, завернутый в тряпки. Мать оставила его, возможно, потому, что она знала, что женщины с грудными детьми сразу отправлялись в газовые камеры. Я увидел, как один солдат СС схватил ребёнка за ноги. Плач раздражал его. Он бил ребёнка головой об железный борт грузовика, пока тот не замолчал.
Оригинальный текст (англ.)A new shipment had arrived. I had been assigned to ramp duty, and it was my job to guard the luggage. The Jews had already been taken away. The ground in front of me was littered with junk, left-over belongings. Suddenly I heard a baby crying. The child was lying on the ramp, wrapped in rags. A mother had left it behind, perhaps because she knew that women with infants were sent to the gas chambers immediately. I saw another SS soldier grab the baby by the legs. The crying had bothered him. He smashed the baby's head against the iron side of a truck until it was silent.

Увидев это, Грёнинг подошёл к своему начальнику и сказал ему о своём нежелании работать в Аушвице, заявив, что, если истребление евреев необходимо, «то, по крайней мере оно должно происходить в определённых рамках», разделив таким образом массовые убийства и отдельные эксцессы. Старший офицер отказал ему, сославшись на клятву и заставив продолжать выполнять свою работу. Грёнинг продолжил разбирать польские злотые, греческие драхмы, французские франки, голландские гульдены, итальянские лиры, считать «деньги без хозяев», сортировать бриллианты и драгоценности миллионной стоимости, охранять перроны и весело проводить оставшееся после работы время, играя в карты и занимаясь спортом с друзьями. Благодаря своей работе, впоследствии в средствах массовой информации он стал известен как «бухгалтер Аушвица».
Однажды ночью в конце 1942 года Грёнинг и его товарищи в своих казармах СС на окраине Биркенау были разбужены сигналом тревоги. Около сотни евреев, которые должны были отправиться в газовые камеры, совершили побег и скрывались в лесу, вследствие чего было приказано взять пистолеты и отправиться на их поиски. Когда группа Грёнинга прибыла в район происшествия, они увидели дом, перед которым стояли эсэсовцы и лежали тела пойманных и расстрелянных ими семи или восьми заключенных. Эсэсовцы сказали Грёнингу и его товарищам о том, что они могут отправиться в казармы, но они решили побродить вокруг в тени леса. Они увидели, как один из эсэсовцев надел противогаз и опрокинул банку Циклона-Б в люк в стене дома, в который загнали остальных раздетых заключённых. В течение минуты Грёнинг слышал идущее из дома гудение и крики, постепенно превращающиеся в громоподобный шум, в «крещендо, хор безумия», затем всё стихло, а эти звуки остались в его ушах. Впоследствии тела были сожжены, и один товарищ показал Грёнингу, как этот процесс проходит в ямах, а капо подробно рассказал, как газы влияют на организм, выпрямляя трупы. Позже он рассказывал, что капо являлись «главными в блоках, куда не ходили даже эсэсовцы», а в лагере был «бордель для лидера блока». Вскоре относительное спокойствие работы Грёнинга было ещё один раз нарушено, и он снова пожаловался своему начальнику. Как позже рассказывал Грёнинг, инцидент заключался в том, что «однажды ночью в январе 1943 года, я в первый раз увидел, как евреев подвергают газу. Я слышал крики человеческих существ, находящихся в панике за закрытыми дверями». Унтерштурмфюрер выслушал его, но напомнил о клятве, которую он принёс вместе с товарищами, после чего Грёнинг вернулся к работе, помня о возможности регулировать течение своей судьбы в Аушвице, избегая самых неприятных аспектов жизни в лагере.
В это же время брат Грёнинга, Герхард, занимавший руководящие посты в Гитлерюгенде и ставший офицером Вермахта, погиб под Сталинградом. После этого, 12 ноября 1943, года Грёнинг запросил в Главном управлении СС разрешение на брак, которое считалось необязательным, но всё же было выдано, и женился на своей невесте, стороннице нацизма и члене Союза немецких девушек при НСДАП.

### На фронте и в плену
Служба Грёнинга в лагере была успешной, и в 1944 году, после третьей просьбы, он был переведён на фронт, где присоединился к войскам СС, стоящим под Арденнами. Он получил ранение и был отправлен в полевой госпиталь перед возвращением в своё подразделение, которое в конечном итоге сдалось Британской армии 10 июня 1945 года, в день его рождения. Понимая, что при указании на «службу в концентрационном лагере Аушвиц был бы получен отрицательный ответ», Грёнинг старался не обращать на это внимание, написав на соответствующей форме, выданной британцами, о работе в Главном административно-хозяйственном управлении СС. Он сделал это, думая, что «победитель всегда прав», и потому, что происходившее в Аушвице «не всегда соответствовало правам человека».
Грёнинг и остальные сослуживцы из СС были заключены в тюрьму в старом нацистском концентрационном лагере. В 1946 году он был отправлен в Великобританию на принудительный труд, где вёл «очень комфортную жизнь»: хорошо питался, зарабатывал деньги, проехав за четыре месяца Мидлендс и Шотландию с концертами хора «YMCA», на которых пел немецкие гимны и английские народные песни перед благодарной британской аудиторией. От двухлетнего членства в СС, с сентября 1942 по октябрь 1944 года, у Грёнинга осталась лишь вытатуированная точка на левой руке, обозначавшая группу крови O.

### После войны
В 1947 году Гренинг вместе с 300 сотрудниками Аушвица по списку Мариона Мушката был оправдан Комиссией Объединённых наций по военным преступлениям по обвинению в военных преступлениях. Позже стало известно, что он избежал уголовного преследования из-за вмешательства со стороны политических кругов США, желавших использовать бывших нацистов для строительства новой Германии во время холодной войны с СССР. В том же году Грёнинг был освобожден и приехал в Германию, где воссоединился со своей женой, сказав ей: «Девочка, сделай нам обоим одолжение: не спрашивай», что она и сделала. Он не смог вернуться на работу в банке, так как был членом СС, и в результате поступил на стекольный завод, где дошёл до руководящих должностей. Поначалу он был лишь бухгалтером на небольшой фабрике, но впоследствии стал начальником отдела кадров и почетным судьей трудовых трибуналов. Некоторое время после возвращения Гренинг жил с тестем. Во время обеда тот сделал «глупое замечание про Аушвиц», подразумевая, что Оскар был «потенциальным или реальным убийцей», на что Гренинг, стуча кулаком по столу, в ярости потребовал, чтобы «это слово и эта связь никогда не были упомянуты снова в моем присутствии, в противном случае я уйду!», и его просьбу приняли с уважением. В 1969 году двое его сыновей, которым было по 26 и 19 лет, разъехались по университетам и редко приезжали домой, зная, что их отец был в Аушвице, но они никогда с ним об этом не говорили. В 1977 году Грёнингом заинтересовались в прокуратуре Франкфурта, и он был опрошен судом в качестве свидетеля, однако в 1985 году дело было закрыто за отсутствием доказательств. В том же году Грёнинг вышел на пенсию.

### Противодействие отрицанию Холокоста
Будучи филателистом, на одном из ежегодных собраний своего местного филателистического клуба, в 1985 году, спустя 40 лет после войны, он разговорился с сидящим рядом человеком и дошёл до политики. Человек заявил Грёнингу, что незаконность отрицания Холокоста в Германии «ужасна», и стал рассказывать, что такое количество тел не могло быть сожжено, а объёмы газа, используемые в лагерях, убили бы всё живое в окрестностях. Грёнинг почти ничего не ответил на эти заявления, отметив только: «я знаю немного больше о том, что мы должны обсудить через некоторое время», и человек порекомендовал ему брошюру Тиса Кристоферсена «Ложь Аушвица», получив копию которой, Грёнинг отправил её автору с собственным комментарием, ответив: «я видел все. Газовые камеры, кремация, процесс отбора. Полтора миллиона евреев были убиты в Аушвице. Я был там». После этого Грёнинг начал получать телефонные звонки и письма от незнакомцев, которые пытались доказать ему, что Аушвиц на самом деле не был местом для истребления людей в газовых камерах. Полгода спустя его комментарии, осуждающие отрицание Холокоста, были напечатаны в одном из неонацистских журналов, и ему стало ясно, что большинство из анонимных звонков и писем были «от людей, которые пытались доказать, что то, что я видел своими глазами, опыт, полученный мною в Аушвице, был большой, большой ошибкой, большой галлюцинацией с моей стороны, потому что этого не случалось». Из-за таких комментариев Гренинг решил открыто говорить о своём опыте и публично осуждать людей, которые поддерживают версию событий, свидетелем которой он не был. Его посланием отрицателям Холокоста стали слова: «я видел газовые камеры. Я видел крематории. Я видел открытый огонь. Я был на перроне во время отбора. Я хотел бы, чтобы вы верили словам о произошедших зверствах потому, что я был там». Увидев свою миссию в прекращении распространения лжи об Аушвице, Гренинг написал 87-страничные мемуары о своей семье. Он разослал книгу своим детям, но его старший сын, адвокат, не ответил, а младший сын, филолог, написал свои вопросы на полях, на которые Грёнинг ответил и раздал новые копии своим друзьям, однако не дождался никакой реакции: «люди боятся её. Вот как я это вижу».
В отличие от многих бывших нацистов, Грёнинг часто рассказывал в СМИ о том, что делал и видел в Аушвице. В книге и документальном сериале «BBC» под названием «Аушвиц: Нацисты и "окончательное решение"» 2005 года, историк Лоуренс Рис отмечал, что, хоть Грёнинг, став свидетелем убийств, и просил вывести его из Аушвица, его возражение основывалось только на практической реализации своей работы, а не на общем милитаристском принципе массового истребления врагов. Грёнинг говорил, что, подвергнувшись нацистской пропаганде, думал, что так уничтожаются враги Германии, а методы и инструменты уничтожения (такие, как газовые камеры) не имели для него особого значения. По этим причинам, а также из-за наблюдения за тем, как люди проводят последние несколько часов своей жизни перед смертью в газовых камерах, его чувства по этому поводу были «очень неоднозначными». Грёнинг говорил, что дети уничтожались, не являясь врагами, однако опасность представляла их кровь и то, что они могут вырасти и стать опасными евреями. В качестве основания для того как он мог оправдать уничтожение беззащитных женщин и детей Рис приводил ультранационалистическое воспитание Грёнинга. В конечном итоге, ужасы и крики в газовых камерах повлияли на него. Рис писал, что Грёнинг, описывая своё время в Аушвице, как будто говорит о другом Оскаре Грёнинге, и вследствие этого послевоенный Грёнинг говорит откровенно о времени, проведённым другим Грёнингом в Аушвице, что поспособствовало осуждению им работы лагерей смерти и нацистской идеологии в целом. Однако Грёнинг не считал себя виновным в совершении преступлений, говоря о любом отсутствии причастности к убийствам: «я никого не убивал, я был просто маленьким винтиком в машине для убийства. Я не был преступником», а ссылаясь на повестку для дачи показаний в качестве бывшего члена СС, обвиняемого в убийстве заключенных в Аушвице, отмечал свою невиновность перед законом, так был свидетелем, а не преступником. Грёнинг говорил, что крики людей из газовых камер никогда не покидали его и что он никогда не возвращался в Аушвиц из-за стыда, так как чувствует вину перед евреями за участие в организации, совершавшей против них преступления, несмотря на то, что «сам не был одним из преступников», он просит прощения у Бога и еврейского народа. Притом что Грёнинг никогда не слышал о сериале «Холокост» и фильме «Список Шиндлера», он посмотрел сериал о себе на «BBC», после чего сказал: «если вы можете описать факты как чувство вины, то я виновен, но не добровольно. С юридической точки зрения я невиновен», отметив: «я не достиг ответа», который искал в течение 60 лет.

### Личная жизнь
В последнее время Грёнинг вел нормальную жизнь человека из среднего класса в благоустроенном мире аккуратных кирпичных домов в маленькой деревне на Люнебургской пустоши в Нижней Саксонии. Он располагал небольшим комфортным автомобилем и пенсией в размере около трёх тысяч евро в месяц. В его комнате имелись кровать, стол, компьютер, книжный шкаф с книгами о нацизме и библией и картонные коробки с копиями заметок и видеороликов. Грёнинг любил свой ухоженный сад, кормил прилетающих туда птиц, и, когда в его почтовом ящике появилось гнездо, а он нашёл одного птенца погибшим от того, что кто-то выстрелил из пистолета, то чуть не заплакал.

### Судебный процесс

#### Обвинение
13 марта 2014 года старший государственный обвинитель Томас Клинге сообщил о том, что прокуроры Ганновера завершили предварительное следствие по делу Оскара Грёнинга, отметив что двое других подозреваемых не будут привлекаться к ответственности по причине плохого состояния здоровья. Грёнинг был обвинён государственными обвинителями в соучастии в автоматизированном систематическом убийстве 300 из 425 тысяч венгерских евреев, депортированных на 137 поездах в Аушвиц с 16 мая по 11 июля 1944 года, при выполнении обязанностей приема и обработки заключенных и их личных вещей. В случае признания 94-летнего подозреваемого годным для содержания под стражей, его могло ждать лишение свободы на три года, притом, что такие же сроки дают и в Польше за принадлежность к СС. По иронии судьбы, возможно именно публичная открытость и противодействие отрицателям Холокоста помогли прокурорам возбудить дело против него, материалы которого были подготовлены обер-прокурором Куртом Шриммом, возглавляющим единственное агентство «охотников на нацистов» в Германии — Центральное бюро по расследованию нацистских преступлений, созданное в 1958 году и располагающееся в городе Людвигсбург (земля Баден-Вюртемберг). Уголовное преследование Грёнинга было расценено в Германии как последнее усилие, направленное на то, чтобы последние нацистские подозреваемые в военных преступлениях были отданы в руки правосудия, причём последний прецедент такого рода состоялся в 2011 году, когда бывший охранник концлагеря Собибор Иван Демьянюк был признан судом Мюнхена виновным в причастности к убийству 28 тысяч голландских евреев, хотя его непосредственное участие не было доказано. После этого случая с 2011 года, немецким судам больше не требуются доказательства прямого участия в убийствах в лагерях смерти, а человек, работавший надзирателем или просто поваром, может быть признан соучастником убийств. Данная новая линия немецкой юридической аргументации позволила возбудить 11 дел, три из которых — против бывших членов персонала Аушвица, и восемь — членов персонала Майданека. Всего, из 6500 бывших эсэсовцев, служивших в Аушвице и переживших войну, только 49 были осуждены в судах Германии.

#### Слушания
2015-04-20 года на открытии судебного процесса в областном суде Люнебурга в Большом зале здания Рыцарской академии, Грёнинг во вступительном слове попросил прощения за свою канцелярскую роль в Аушвице, рассказав о актах варварства, свидетелем которых он стал в Аушвице, отметив: «для меня нет никакого вопроса в том, что я разделяю моральное чувство вины» и признавшись в осведомлённости о убийстве газом евреев и других заключенных, сказал: «я прошу прощения. Я морально разделяю вину, но, виноват ли я в рамках уголовного права, должны будете решить вы». Войдя в зал на ходунках, сгорбленный Грёнинг с ввалившимися от старости щеками и зачёсанными назад волосами в очках в золотой оправе проговорил почти час твёрдым и спокойным голосом, изредка прерываясь на то, чтобы попить воды и откашляться. Чтение обвинения заняло около пятнадцати минут. Прокурор Йенс Леманн заявил, что подсудимый, старательно выполняя свои ежедневные обязанности, сделал «по крайней мере малый вклад» в «гладкую работу» лагеря смерти. В тот же день начались заслушивания показаний некоторых соистцов, участвовавших в процессе в дополнение к прокурору, действующему в качестве основного истца. 67 соистцов, адвокатами которых были 14 человек, прибывали в суд в основном из США, Венгрии, Канады и Израиля. На рассмотрение дела было отведено 27 дней слушаний, пользовавшихся большим интересом со стороны немецкой и иностранной прессы. Зал суда вместил в себя более 100 соистцов, свидетелей, адвокатов и журналистов следивших за процессом на немецком языке или с помощью синхронного перевода на иврите, английском и венгерском языках. Место проведения процесса было выбрано по месту проживания Грёнинга.
Несмотря на открытие суда над Грёнингом, вице-президент Международного комитета Аушвица Кристоф Хойбнер отметил, что «мы критикуем десятилетия бездействия немецкой судебной системы и её отсутствие интереса к установлению справедливости. Мы призываем к запоздалой справедливости. 70 лет после окончания их тяжёлых испытаний в Аушвице, оставшиеся в живых ждали этот процесс с большим интересом и тревогой. У них есть возможность стать свидетелями на немецком суде, который они долго, долго ждали».
На слушании 20 апреля присутствовали четверо выживших в Холокосте. Ева Мозес Кор (81 год), прибывшая в Аушвиц в возрасте 10 лет, рассказала, что вместе с сестрой-близнецом Мариам была подвергнута жестоким медицинским экспериментам доктора Йозефа Менгеле, а также потеряла своих родителей и двух старших сестер в лагере. До суда она отмечала, что Грёнинг — «убийца, потому что он был частью системы массового убийства», а на процессе во время обеденного перерыва, побеседовала с Грёнингом, подержала его за руку, поблагодарила за честность и смелость, после чего обняла в качестве жеста примирения и прощения, а он поцеловал её в щёку. Данное событие было с недовольством воспринято другими выжившими в Холокосте, в результате чего в зале слушания вспыхнула ссора, и некоторые назвали Кор «предателем». В то же время, Райнер Хёсс (49 лет), внук бывшего коменданта лагеря Аушвиц Рудольфа Хёсса, публично осудивший Холокост и ставший другом выживших, признался, что «я здесь, как и все остальные, чтобы увидеть справедливость, с вынесением которой опоздали в этот день».
Макс Эйзен (86 лет), которому было 15 лет на момент прибытия в Аушвиц, потерявший там двух братьев, сестру Джудит, мать и отца, описал несколько примеров жестокого обращения с заключёнными в лагере, рассказав как нацисты выдёргивали золотые зубы из челюстей убитых людей. Хеди Бом (86 лет), которая была вывезена в возрасте 16 лет из Венгрии в Аушвиц в вагонах для скота, а сразу же после прибытия её родители были убиты в газовых камерах, отметила: «я надеюсь услышать, что пособничество машине убийств будет рассматриваться как преступление. Таким образом, никто в будущем не может делать то, что он сделал, и утверждать о невиновности», притом, что она не помнит Грёнинга. Джудит Кальман (88 лет), прошедшая через Аушвиц вместе с матерью, но потерявшая там свою сестру Эву, отца и 84 его родственников, рассказала об этом на слушании 29 апреля, заявив перед этим, что Грёнинг «может быть старым, но он остался в живых. Таким образом, нет никаких причин, почему он не может предстать перед судом». Ева Пустаи-Фахиди (89 лет), депортированная в Аушвиц в 18 летнем возрасте, потерявшая 49 родственников, включая мать, её двоюродного брата, его шестимесячного ребёнка и отца, пропавшего без вести. Она не рассказывала о пережитом более 60 лет, поклявшись никогда не ступить на немецкую землю и не сказать ни слова по-немецки. Однако она сочла процесс «долгом немецкой судебной системы», так как «грехи такого рода не имеют срока давности», отметив: «я хочу стоять в немецком суде и на этот раз рассказать о том, что я видела». На слушании 28 апреля Пустаи-Фахиди сказала, что по прибытии в Аушвиц «стала никем — женщина, совершенно голая, побритая. Они также хотели взять мою душу, но я не позволила», «я не могу простить от имени мертвых», назвав судебное разбирательство «справедливым» и являющимся более важным, чем любое наказание, в то время как Ева Мозес Кор призвала к доведению суда до конца. После Пустаи-Фахиди выступил эксперт Франк Байор из Института современной истории, рассказавший о том, что из Аушвица в штаб-квартиру СС в Берлине было вывезено 2,65 тонн золота и 20 миллионов рейхсмарок в иностранных валютах, которые по нынешней покупательной способности составили бы 100 миллионов евро.
На слушании 12 мая, Сьюзен Поллак (84 года), рассказала о том, как была депортирована из Венгрии в Аушвиц, а затем в Берген-Бельзен, потеряв родителей и 50 членов семьи, описала условия жизни, с которыми столкнулась в лагере, сказав, что «была в бараке с около 800 другими девочками… мы теряли вес, мы не могли больше пользоваться разумом», и говоря о Грёнинге отметила — «он сломленный человек, пожилой человек. Прощение? Кто я такая, чтобы прощать? Мне повезло, что я выжила. Дать прощение не для меня». Айвор Перл (83 года), родившийся в Венгрии в религиозной еврейской семье, сказал, что в возрасте 12 лет был этапирован в Аушвиц и вместе с братом потерял родителей и семерых братьев и сестер в Холокосте. Назвав процесс «эмоционально напряженным», но также «облегчением и освобождением», он остался в целом равнодушным к происходящему, отметив: «насколько я могу судить, я думаю, главное заключается в суде, и его признании. Но, когда я смотрю на этого 90-летнего человека, я чувствую отвращение к себе, потому что я чувствую жалость к нему».
После этого из-за болезни Грёнинга слушания, назначенные на 7 мая, были отложены, затем сокращены до трёх часов в день, и возобновились 1 июля, когда интересы подсудимого представила адвокат Сюзанна Франгенберг, Ирен Вайс (84 года) рассказала, что во время массовой депортации евреев из Венгрии в Аушвиц, в 14 лет потеряла обоих родителей, четырёх братьев и сестер и 13 двоюродных братьев и сестёр. Леон Шварцбаум (94 года) был возрасте 22 лет перевезён в лагерь, и на вопрос, может ли он простить Грёнинга, ответил — «Нет. Я потерял 30 членов моей семьи в Аушвице». 15 мая были заслушаны показания Билла Глида (85 лет), который в 13 лет пережил трёхдневное путешествие в вагоне для скота до Аушвица, где потерял сестру, мать и отца, отпустившего его руку во время селекции в лагере и таким образом спасшего ему жизнь, так как кто «был на руках у родителей, был ребёнком — и был отправлен в газовые камеры». Также выступил патологоанатом Свен Андерс из Гамбурга, описавший действие ядовитого газа Циклон-Б, использованного для массовых убийств в Аушвице, а затем — бывший судья Дирк Страсс, в 1991 году вызывавший Грёнинга в качестве свидетеля на судебный процесс в Дуйсбурге.

#### Приговор
15 июля 2015 председательствующий судья Окружного суда Люнебурга Франц Компиш признал 94-летнего Оскара Грёнинга виновным в соучастии в убийстве 300 тысяч евреев в Аушвице и приговорил его к трём с половиной годам лишения свободы. Учитывая преклонный возраст Грёнинга, журналисты отмечали, что он вряд ли будет посажен в тюрьму. Защита требовала вынести оправдательный приговор, и адвокат Ханс Хольтерманн отметил, что внимательно рассмотрит решение вынесенное судом в отношении его подзащитного, прежде чем обратиться за апелляцией, которая должна быть подана в течение недели со дня вынесения приговора. 17 июля адвокат Грёнинга подал апелляцию на приговор, и в тот же день его примеру последовал адвокат соистцов из США и Израиля Андреас Шульц, обратившийся в Федеральный верховный суд и отметивший, что «по нашей интерпретации закона он должен был быть судим за убийство, а не только за соучастие» и «правовым последствием осуждения за убийство было бы пожизненное заключение». Однако, ранее, другой адвокат соистцов Томас Вальтер говорил, что величина срока для Грёнинга имеет второстепенное значение, а результатом процесса должно стать юридическое определение виновности того, кто был «винтиком» в машине убийств. В то же время, «охотник за нацистами» Беата Кларсфельд указывала, что «если Грёнинга осудят, то, вероятно, Верховный суд в Карлсруэ скажет, является ли это справедливым или нет», отмечая также честность его покаяния. В итоге, если решение станет окончательным, то Люнебург понесёт огромные судебные издержки, оцениваемые в 120 тысяч евро, которые Грёнинг должен оплатить после вступления приговора в силу.

##### Реакция общественности
Выражая своё мнение по поводу итогов суда, Ева Мозес Кор отметила, что «разочарована», сказав, что «они пытаются преподать урок, что, если вы содействуете совершению преступления, вы будете наказаны. Я не думаю, что суд действовал правильно, приговорив его к четырём годам тюрьмы. Слишком поздно для такого вида наказания. Я бы предпочла, чтобы его приговорили к общественным работам, заключающимся в выступлении против неонацистов. Я хочу, чтобы суд доказал мне, оставшейся в живых, что четыре года в тюрьме не принесут никому пользы», и «поэтому я говорю тем, оставшимся в живым и до сих пор страдающим эмоционально, 70 лет спустя, что они не понимают то, что имеют силу и право прощать». Однако, прокурор Томас Вальтер от имени соистцов заявил, что приговор «наполняет нас удовлетворением, что в настоящее время, такие члены СС как Грёнинг, принимавшие участие в убийстве наших семей и причинившие нам невыносимые страдания, больше не смогут избежать уголовного преследования».
Премьер-министр Нижней Саксонии Штефан Вайль отметил, что «в этом процессе, особенно стало важным то, что спустя десятилетия жертвы массовых убийств нацистов имели возможность описать свои страдания и, таким образом поделиться ими с будущими поколениями. Я думаю, что это невероятно важно». Епископ Евангелическо-Лютеранской церкви Ганновера Ральф Мейстер сказал, что «осуждение Оскара Гренинга, вероятно, едва приблизит примирение. Но приговор воплотил личную ответственность людей в ужасах национал-социализма. С моей точки зрения, проведение этого процесса было необходимо. Обвинение в убийстве и преступлении против государства при национал-социализме не должно быть отклонено по возрастным причинам. Правдой должно являться то, что люди, внёсшие свой вклад в уничтожение европейского еврейства, должны привлекаться к ответственности. Это работа и правило функционирования закона».
Вице-президент Международного комитета Аушвица Кристоф Хойбнер заметил, что «четыре года лишения свободы за принадлежность к убийству 300 000 человек показывают всю дилемму этого процесса. Чувствуется, что здесь был бы уместен пожизненный приговор. Тем не менее, этот процесс имеет важное значение. Он открыл выжившим в Аушвице новый путь в Германию и новый имидж нашей страны. Процесс также включает в себя провокационный для нас вопрос: „Где мы сейчас находимся, когда людей преследуют и унижают“». Президент Центрального совета евреев в Германии Йозеф Шустер, дедушки и бабушки которого были убиты в Аушвице, сказал, что факт признания Оскара Грёнинга виновным «очень важен, потому что нацистский преступник был привлечён к ответственности. Недостатки немецкой судебной системы, отсрочившие такие процессы на целые десятилетия, более не представляют проблемы. Тем не менее, приговор Грёнингу имеет большое значение для жертв и их семей». Президент Всемирного еврейского конгресса Рональд Лаудер заявил, что «хоть и запоздалая, но справедливость свершилась. Господин Грёнинг был только небольшим винтиком в машине смерти нацистов, но без помощи таких людей, как он, массовое убийство миллионов евреев и других было бы невозможно». Вице-президент Всемирного еврейского конгресса и бывший президент Центрального совета евреев в Германии Дитер Грауманн отметил, что «решение заслуживает уважения в моих глазах, потому что является сигналом для всех людей: справедливость не знает возрастных ограничений». Директор отделения Центра Симона Визенталя в Иерусалиме Эфраим Зурофф назвал приговор в отношении Грёнинга «заслуженным», так как «мы надеемся, что он поможет немецким властям расследовать другие случаи», потому что уголовное преследование бывших нацистских преступников нужно продолжать.
Президент Европейского еврейского конгресса Моше Кантор отметил, что «мы приветствуем сегодняшний приговор и историческое значение суда над Оскаром Гренингом, и возможность предоставленную для воспитания поколения, которое всё больше удаляется от ужасов Холокоста. Хотя с момента освобождения нацистских лагерей смерти прошло более 70 лет, этот процесс напоминает нам, что для лиц, ответственных за нацистские ужасы, нет срока давности, и реально существующая опасность нетерпимости демонстрирует постоянную необходимость противостояния антисемитизму, расизму и ненависти». Главный раввин России Берл Лазар заявил о непонимании того, «как можно судить такого человека и дать ему только четыре года. Думаю, что для человека, ставшего соучастником этих преступлений, даже пожизненного приговора было бы мало. Есть такие преступления, которые не имеют срока давности. По нашему мнению, единственный рациональный приговор человеку, который добровольно шел на эту работу и стал пособником в убийствах, — это смерть, даже не сегодня, а ещё 70 лет тому назад», так как «мы говорим, что за преступление следует наказание по принципу „мера за меру“», попутно напомнив, что в «некоторых странах пытаются переписать историю, оправдать фашизм. А мы знаем, какие бывают последствия оправдания фашизма».

#### Апелляция
28 ноября 2016 года Федеральный верховный суд Германии подтвердил законность приговора Грёнингу. В августе 2017 года Грёнинг был признан специальной медкомиссией пригодным для тюрьмы. 15 января 2018 года Грёнинг подал прошение о помиловании в качестве последней меры, чтобы избежать тюремного заключения. Прошение было отклонено.
Однако ещё до вступления приговора в действие 96-летний Грёнинг скончался во время госпитализации 9 марта 2018 года.